# PWI Woman of the Year
De PWI Woman of the Year Award wordt jaarlijks uitgereikt door de professioneel worstelmagazine Pro Wrestling Illustrated. De PWI-lezers nomineren vrouwelijke worstelaars in de worstelwereld.

## Winnaars en ereplaatsen
| Jaar | Winnaar                    | Eerste ereplaats           | Tweede ereplaats           | Derde ereplaats |
| ---- | -------------------------- | -------------------------- | -------------------------- | --------------- |
| 1999 | Debra                      | Sable                      | Terri Runnels              | Jacqueline      |
| 2000 | Stephanie McMahon-Helmsley | Lita                       | Chyna                      | Major Gunns     |
| 2001 | Lita                       | Stephanie McMahon-Helmsley | Stacy Keibler              | Torrie Wilson   |
| 2002 | Trish Stratus              | Stephanie McMahon-Helmsley | Stacy Keibler              | Torrie Wilson   |
| 2003 | Trish Stratus              | Stephanie McMahon-Helmsley | Victoria                   | Torrie Wilson   |
| 2004 | Victoria                   | Trish Stratus              | Stacy Keibler              | Molly Holly     |
| 2005 | Trish Stratus              | Christy Hemme              | Melina                     | Lita            |
| 2006 | Trish Stratus              | Dixie Carter               | Mickie James               | Lita            |
| 2007 | Candice Michelle           | Beth Phoenix               | Gail Kim                   | Karen Angle     |
| 2008 | Awesome Kong               | Beth Phoenix               | Gail Kim                   | Mickie James    |
| 2009 | Mickie James               | Angelina Love              | Melina                     | Michelle McCool |
| 2010 | Michelle McCool            | Angelina Love              | Madison Rayne              | Madison Eagles  |
| 2011 | Mickie James               | Kelly Kelly                | Beth Phoenix               | Madison Eagles  |
| 2012 | AJ Lee                     | Gail Kim                   | Eve Torres                 | Sara Del Rey    |
| 2013 | AJ Lee                     | Cheerleader Melissa        | Dixie Carter               | Kaitlyn         |
| 2014 | AJ Lee                     | Paige                      | Stephanie McMahon-Helmsley | Jessicka Havok  |